# 栃木縣立特別支援學校宇都宮青葉高等學園
栃木縣立特別支援學校宇都宮青葉高等學園（日语：／ Tochigi Kenritsu Tokubetsu Shien Gakkō Utsunomiya Aoba Kōtō Gakuen）是日本栃木縣宇都宮市京町的公立特別支援學校，面向輕度智能障礙者，是栃木縣唯一只設高等部的特別支援學校。截至2019年（令和元年）5月1日有30班共234名學生:6—7。
該校重視讓障礙者經濟自立的职业教育，學生在校內營運社區商店「今日之森」，並在校外參與達3週的就業體驗等活動。

## 對象
該校只設高等部，面向輕度智能障礙者；只設職業科，是面向智能障礙者的栃木縣立特別支援學校中唯一設職業科者:10，其他學校只設普通科。職業科分流通（即分销）、環境、食品、福祉專業，升2年級時選擇。
該校以栃木縣全域為学区，以能使用公共交通工具等自行上學為入學條件。每班8人，每年級10班共80人。入學試驗包括學力檢查（國語、數學）、作業能力檢查、面试。2020年（令和2年）入學試驗招錄比為1.11。不能與縣立高等學校同時報考。

## 校史

### 開校前
2007年（平成19年）4月，《學校教育法》修正，原盲學校、聾學校、養護學校統一為特別支援學校。栃木縣1989年（平成元年）至2006年（平成18年）縣立盲學校、聾學校、養護學校在籍者自1420人增至2113人，其中智能障礙兒童學生自884人差不多倍增至1667人。中學校特別支援學級升入特別支援學校高等部的學生也在增加，在高等部入學者中超過半數。對此，栃木縣教育委員會將特別教室改為普通教室增加容量，2007年（平成19年）在栃木縣立南那須養護學校（後栃木縣立南那須特別支援學校）設高等部，以滿足智能障礙學生增加的需要。
當時栃木縣理解僱用障礙者理念的企業很少，民間企業的障礙者僱用率居全國末列，充實對障礙學生的就業支援成為大議題。
此種情況下，時任知事福田富一在2008年（平成20年）11月栃木縣知事選舉承諾設置供輕度智能障礙學生學習職業相關專門知識與技能的高等特別支援學校，再度當選。12月栃木縣議會定例會上，對盼望高等特別支援學校早期整備之議員的質問，連任的福田知事再次表明要推進整備。之後，栃木縣與栃木縣教育委員會反覆研討縣立特別支援學校事宜，2010年（平成22年）度栃木縣重點戰略「新栃木元氣計畫」（新とちぎ元気プラン）及「栃木教育振興展望」（とちぎ教育振興ビジョン，三期計畫）明確指出要推進高等特別支援學校整備。其間的2009年（平成21年），栃木縣著手健全縣財政的「栃木未來開拓項目」（とちぎ未来開拓プログラム），採取暫停給予新事業預算的方針，但高等特別支援學校整備事業不是暫停對象。
縣立特別支援學校整備事業有了進展，但栃木縣是關東地方唯一未設高等特別支援學校的都道府縣，2010年12月開校時間仍未確定，栃木縣議會上有批評整備太慢的聲音。
栃木縣教育委員會2011年（平成23年）6月27日設高等特別支援學校整備檢討委員會，同年度末確定整備基本計畫的研討開始。11月28日第4次高等特別支援學校整備檢討委員會展示教育方針等整備基本計畫的草案，未提及選址。不過29日就有在宇都宮市中心栃木縣立宇都宮工業高等學校舊址建設高等特別支援學校的報導，30日則有宇都宮市計畫搬遷之宇都宮市立一條中學校與高等特別支援學校在同一用地併設的報導。這些資訊出乎整備檢討委員意料。栃木縣議會文教警察委員會委員長兼高等特別支援學校整備檢討委員會委員早川尚秀議員在12月2日栃木縣議會定例會質問此事，福田知事答辯時表示有在宇都宮工業高等學校舊址建設高等特別支援學校的計畫，並正式發表與宇都宮市協議併設一條中學校事宜。
12月6日宇都宮市議會上，佐藤榮一市長從校舍配置、場地活用、中學校與特別支援學校交流等方面答辯。7日栃木縣議會的文教警察委員會上，栃木縣教育委員會向議員展示說明高等特別支援學校整備基本計畫草案，完全未提及與一条中學校併設事宜，石坂真一議員視之為問題，加以追問，須藤稔教育長對此表示歉意。
2012年（平成24年）3月，栃木縣教育委員會確定高等特別支援學校整備基本計畫，將在2014年（平成26年）度至2015年（平成27年）度施工，2016年（平成28年）4月開校。2012年（平成24年）4月在特別支援教育室設高等特別支援學校整備擔當:5。宇都宮工業高校舊址約4公頃，2012年（平成24年）1月17日舊宇都宮工業高校用地北側2.2公頃建成一條中學校，南側1.8公頃建成高等特別支援學校。
2014年（平成26年）3月在宇都宮工業高校舊址動工建設校舍，2015年（平成27年）6月2日公募結果定校名為「栃木縣立特別支援學校宇都宮青葉高等學園」，向縣立高等學校學生徵求校徽與校歌。2016年（平成28年）4月，宇都宮青葉高等學園開校:5。在全縣範圍招生，不過1期生沒有來自安足的入學者。

### 開校後
2018年（平成30年）11月18日，該校獲列全國障礙者技能競技大會賽場。2019年（平成31年）3月7日舉行1期生畢業典禮，78人畢業。其中71人入職民間企業，4人入職就業方面的障礙者支援設施:9。
2020年（令和2年），因2019冠狀病毒病疫情，決定中止預定3月舉行的修學旅行。

## 學校設施
校址為栃木縣立宇都宮工業高等學校舊址，用地面積17,988.52平方公尺，建築面積（延床面積）11,748平方公尺。鋼筋混凝土構造，建有3層，以建築面積8,891平方公尺的管理教學樓（校舍）為中心，有體育館、武道場、帶住宿體驗室的生活樓、社區商店（今日之森）、園藝用溫室、屋外倉庫等設施。設施多為新建，體育館、武道場、生活樓則由既有設施改建而來。
管理教學樓有帶「販賣實習接客檯」（販売実習接客カウンター）的教室。

## 校徽與校歌
校徽與校歌2016年（平成28年）2月10日公佈，與特別支援學校有交流之高等學校的學生參與製作。均由栃木縣教育委員會向各學校直接請求，未向學生公募。
校徽由栃木縣立宇都宮工業高等學校建築設計科（建築デザイン科）3名學生設計，取校名「青葉」羅馬字的、，以及葉的圖案。校徽色彩使用校色櫻色與萌蔥色。
校歌由首任校長久保田幹雄作詞，栃木縣立宇都宮中央女子高等學校合唱部作曲，有第2段，副標題為「～我們 青葉～」（～われら 青葉～）。

## 教育特色
該校以智能障礙者職業自立與社會參與為目標，重視職業教育。因此課程上每週有2次就業體驗活動與校外實習。校外實習場所為學校附近的超級市場、飲食店、福利設施等，升入2年級時，學生獨自從自家前往現場，自始業至終業體驗3週。校內教學也從栃木縣內企業請來講師傳授職業技能。接受此等職業教育的學生在制造业、零售業等多種領域就業，2019年（平成31年）畢業的1期生逾9成畢業前已尋得工作。
至於學校生活，許多學生投身部活動，以及全國障礙者技能競技大會，開校以來3年連續躋身全國障礙者技能競技大會「喫茶服務」（喫茶サービス）項目。

### 「今日之森」

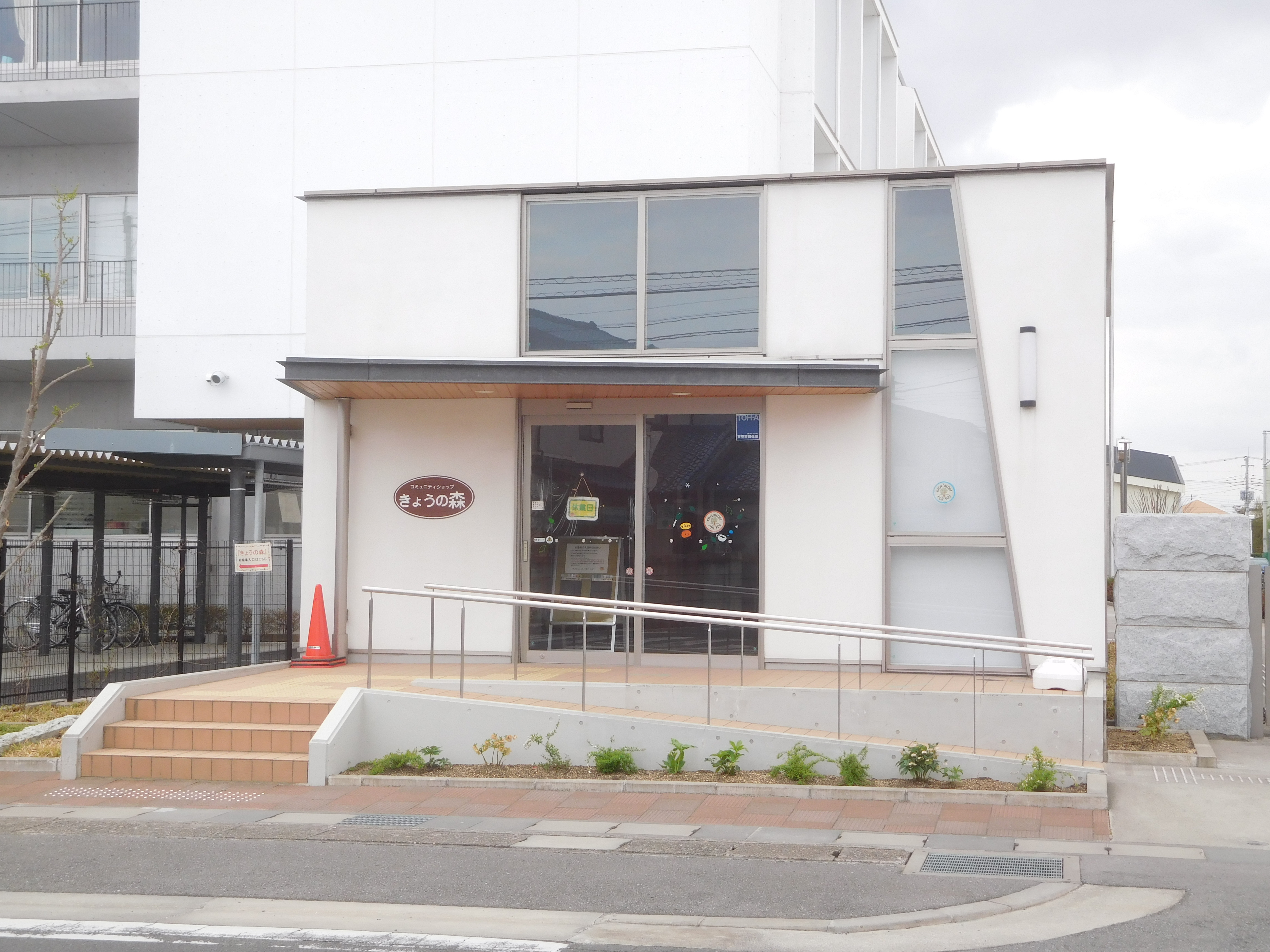
今日之森

作為實習一環，學校開校起營運店鋪「今日之森」（きょうの森）。今日之森是學生自行販售實習製成麵包、烤點心、花等東西的店鋪，店內設有喫茶區以供飲食。店員為1、2年級學生，學習實踐禮儀與交流。駐場教師隨時準備在需要時給予身旁學生幫助與建議。
今日之森店鋪在校舍入口附近，人人都可進店。喫茶區菜單項目在當地企業協助下漸漸增加，還有自製咖啡「青葉混合」（青葉ブレンド）與季節、星期限定商品。今日之森有常客，還自2018年（平成30年）度起發行「Heartful Letter今日之森」（ハートフルレタァきょうの森），以回覽板告知週邊居民，努力經營。
2020年（令和2年），因2019冠狀病毒病疫情暫停營業。

### 宇都宮車站清掃實習
2018年（平成30年）10月12日起，環境專業2年級學生清掃JR東日本宇都宮車站檢票口內區域，作為就業體驗。環境專業就業體驗原為清掃栃木縣廳、栃木縣立衛生福祉大學校，校長希望學生在人來人往處實習，向JR東日本請求，遂改為清掃車站。
實習聽取承擔宇都宮車站內清掃業務的JR東日本環境Access宇都宮事業所意見，在留意車站使用者同時清掃檢票口內地板、窗、洗手間等處。

## 部活動
2020年（令和2年）部活動如下。各部活動原則上每週開展3日，大會前2週可每週開展4日。
| 運動部 - 劍道部 - 足球部（サッカー部） - 部 - 舞蹈部（ダンス部） - 籃球部（バスケットボール部） - 羽球部（バドミントン部） - 陸上競技（即田徑）部 | 文化部 - 音樂部 - 生活設計部（生活デザイン部） - 設計部（デジタルデザイン部） - 傳統藝能部 - 美術部 |

### 引用
1. 1 2 3  . 栃木縣教育委員會特別支援教育室. 2015-12-31  [2020-07-25]. （原始内容存档于2021-04-14）.
2. 1 2 3 4 5 6 7 8 9 10  . 下野新聞（日语：下野新聞）. 2019-03-08  [2020-07-25]. （原始内容存档于2021-04-16）.
3. 1 2 3 4 5 6 7 8 9 10  高田結奈.  . 讀賣新聞. 2019-02-04.
4. 1 2 3 4 5   (PDF). 栃木縣教育委員會特別支援教育室. 2019  [2022-03-26]. （原始内容 (PDF)存档于2020-06-25）.
5. 1 2 3 4 5 6 7  松澤真美. . 產經新聞. 2018-06-20  [2020-07-25]. （原始内容存档于2020-07-25）.
6. ↑  . 栃木縣教育委員會特別支援教育室. 2018-07-18  [2020-07-25]. （原始内容存档于2021-05-07）.
7. 1 2   (PDF). 栃木縣教育委員會特別支援教育室. 2020-01  [2020-07-25]. （原始内容存档 (PDF)于2020-07-25）.
8. 1 2   (PDF). 栃木縣教育委員會特別支援教育室. 2020-07  [2020-07-25]. （原始内容存档 (PDF)于2020-07-25）.
9. ↑  . 文部科學省.   [2020-09-17]. （原始内容存档于2019-09-06）.
10. 1 2  . 栃木縣議會.   [2020-09-17]. （原始内容存档于2022-03-26）.
11. ↑   . 栃木縣教育委員會. 2012-03: 3.
12. 1 2 3  . 栃木縣議會.   [2020-09-17]. （原始内容存档于2022-03-26）.
13. ↑  . 栃木縣議會.   [2020-09-17]. （原始内容存档于2022-03-26）.
14. 1 2 3 4  . 栃木縣議會.   [2020-09-17]. （原始内容存档于2022-03-26）.
15. ↑   . 朝日新聞. 2008-10-09.
16. ↑  . 栃木縣議會.   [2020-09-17]. （原始内容存档于2022-03-26）.
17. ↑   . 栃木縣教育委員會. 2012-03: 1.
18. ↑  . 栃木縣議會.   [2020-09-17]. （原始内容存档于2022-03-26）.
19. ↑  . 栃木縣議會.   [2020-09-17]. （原始内容存档于2022-03-26）.
20. ↑  . 栃木縣議會.   [2020-09-17]. （原始内容存档于2022-03-26）.
21. 1 2  . 栃木縣議會.   [2020-09-17]. （原始内容存档于2022-03-26）.
22. 1 2  . 栃木縣議會.   [2020-09-17]. （原始内容存档于2022-03-26）.
23. 1 2 3 4 5 6  . 栃木縣議會.   [2020-09-17]. （原始内容存档于2022-03-26）.
24. ↑  . 宇都宮市議會.   [2020-09-17]. （原始内容存档于2022-03-26）.
25. ↑  . 宇都宮市議會.   [2020-09-17]. （原始内容存档于2022-03-26）.
26. ↑   . 朝日新聞. 2011-12-03.
27. ↑  . 宇都宮市議會.   [2020-09-17]. （原始内容存档于2022-03-26）.
28. ↑   . 栃木縣教育委員會. 2012-03: 13.
29. ↑   . 朝日新聞. 2012-01-18.
30. 1 2 3 4 5 6 7 8  加藤正一. . 縣議會議員 加藤正一.   [2020-07-25]. （原始内容存档于2020-07-25）.
31. ↑   . 朝日新聞. 2015-06-03.
32. 1 2 3 4 5 6 7  堀井正明.  . 朝日新聞. 2016-02-29.
33. ↑   . 朝日新聞. 2017-11-18.
34. ↑  野口麗子.  . 每日新聞. 2018-11-19.
35. ↑  . 下野新聞. 2020-02-28  [2020-07-25]. （原始内容存档于2021-05-15）.
36. 1 2 3 4 5   (PDF). 縣議會議員 加藤正一.   [2020-07-25]. （原始内容存档 (PDF)于2020-07-25）.
37. 1 2 3 4  松澤真美. . 產經新聞. 2018-06-20  [2020-07-25]. （原始内容存档于2020-07-25）.
38. ↑  . 栃木縣立特別支援學校宇都宮青葉高等學園.   [2020-07-25]. （原始内容存档于2020-07-25）.
39. 1 2 3  . 下野新聞. 2019-01-08  [2020-07-25]. （原始内容存档于2021-04-14）.
40. 1 2  . 栃木縣立特別支援學校宇都宮青葉高等學園.   [2020-07-25]. （原始内容存档于2020-07-25）.

## 外部連結
- 宇都宮青葉高等學園